# Czaplówka
Czaplówka (słow. Čaplovka) – polana reglowa w Dolinie Cichej Orawskiej. Znajduje się w środkowej części tej doliny, po południowej stronie potoku Cicha Woda Orawska, a pomiędzy dwoma uchodzącymi do niego potokami: Czaplowym Potokiem i Furkaskim Potokiem. Znajduje się więc w części doliny należącej do Tatr Zachodnich. Położona jest na wysokości 850–900 m n.p.m. Jest jedną z kilku dużych polan przy drodze z Orawic przez Kotlinę Orawicką i Dolinę Cichą. Kolejno od Orawic są to polany: Dunajowa, Szatanowa, Czymchowska, Czaplówka i Polana Cicha.
Nazwa polany pochodzi od Hali Czaplowej, w skład której dawniej ona wchodziła. Hala ta użytkowana była już od 1615 przez mieszkańców miejscowości Sucha Góra Orawska i Głodówka. Oprócz polany Czaplówka obejmowała ona również Dolinę Czaplową, która w XIX w została jednak zalesiona. Czaplówka natomiast użytkowana była cały czas, i jest koszona również po włączeniu całego rejonu w obszar słowackiego Tatrzańskiego Parku Narodowego.
Nazwa doliny i innych obiektów w jej okolicy (Czaplowy Wierch, Czaplowy Potok, polana Czaplówka) wywodzi się od Hali Czaplowej, a tej zaś od nazwiska Czapla (Čapla) – jednego z pierwszych osadników miejscowości Głodówka. Nazywana była też gwarowo Ciaplówką.